# Associação Basquetebol Arte de Pato Branco
A Associação Basquetebol Arte de Pato Branco, ou simplesmente Pato Basquete, é um clube de basquete brasileiro sediado na cidade de Pato Branco, no Paraná. O clube participa atualmente do NBB.

## História
A Associação Basquetebol Arte de Pato Branco foi criada em 1999 por um grupo de amigos que se reuniam para praticar a modalidade de forma amadora. Porém, apenas em abril de 2018 os responsáveis pela associação conseguiram realizar o sonho de montar uma equipe de alto rendimento para disputar os principais campeonatos.
O primeiro grande desafio do Pato Basquete foi a Supercopa Brasil de 2018, à época considerada a terceira divisão nacional. Ao término do certame, o time pato-branquense alcançou um honroso terceiro lugar, ao bater o Fênix Cajazeiras (BA) por 66 a 50, na disputa pela medalha de bronze. Logo após a competição nacional, o Pato fez a sua estreia no Campeonato Paranaense. Na primeira participação no estadual, a equipe ficou com o vice-campeonato, perdendo a série final para o Ponta Grossa por 2 a 0. Em 2019, o Pato Basquete participou da Liga Ouro, então divisão de acesso para o Novo Basquete Brasil. O Pato terminou a competição em sétimo lugar. O sonho de disputar o principal campeonato de basquete do país foi realizado depois que o time da Capital do Sudoeste Paranaense adquiriu os direitos associativos da Liga Nacional de Basquete junto à própria entidade e teve a aprovação do Conselho Administrativo. Assim, o Pato Basquete se tornou um dos caçulas do NBB 2019-20.
Na temporada 19-20, o time de Pato Branco participou pela primeira vez de uma competição no exterior: o Torneio Interligas de 2019. Integrando o Grupo B, sediado em Corrientes, na Argentina, o Pato, por pouco, não conquistou a vaga na decisão. Com o desempenho de duas vitórias e uma derrota, ficou em segundo lugar na chave. No Campeonato Paranaense, os pato-branquenses dominaram a competição e chegaram na grande decisão. No jogo final, o Pato Basquete derrotou o Ponta Grossa por 63 a 47 e conquistou o primeiro título estadual de sua história.
Em sua estreia no NBB, o Pato ficou com o 16º lugar na edição que ficou marcada por ter sido cancelada em razão da pandemia de COVID-19. Em 2020, o Pato Basquete garantiu o bicampeonato estadual ao derrotar o Campo Mourão por 80 a 74 no jogo decisivo. No ano seguinte (2021), o Pato levantou pela terceira vez consecutiva o troféu do Paranaense ao suplantar o Ponta Grossa por 102 a 68. Em 2022, foi tetracampeão consecutivo do Paranaense, depois de bater o APVE-Londrina por 85 a 45.

## Títulos
- Campeonato Paranaense: 6 vezes (2019, 2020, 2021, 2022, 2023 e 2024).